# Onderbroek

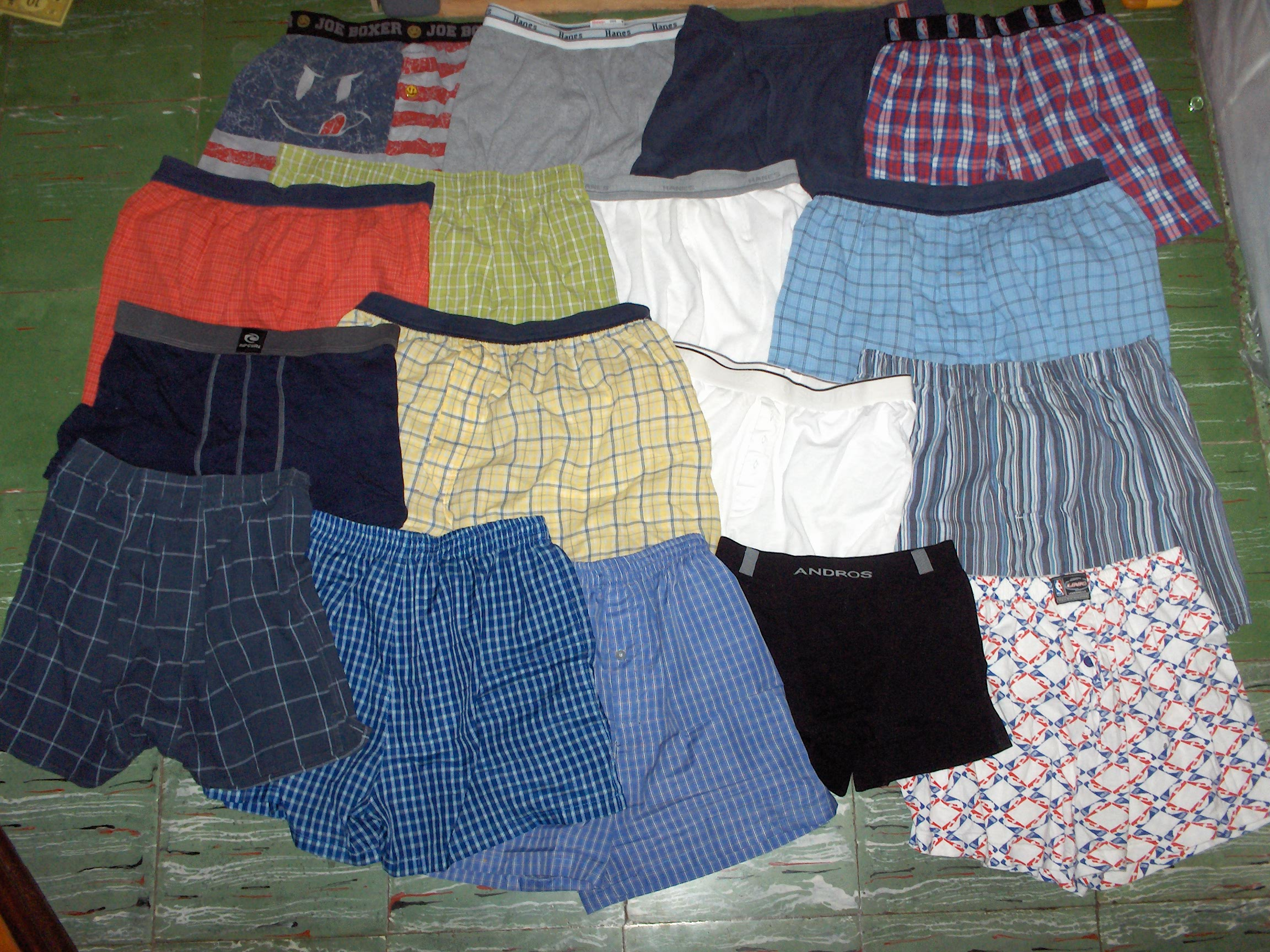
Verschillende boxershorts

Verschillende types damesonderbroek:
1. Klassieke slip
2. Hoog uitgesneden slip
3. Corrigerende slip
4. Hipster/shorty
5. Bikinibroekje
6. Boyshorts
7. Tangastring
8. String
9. G-string

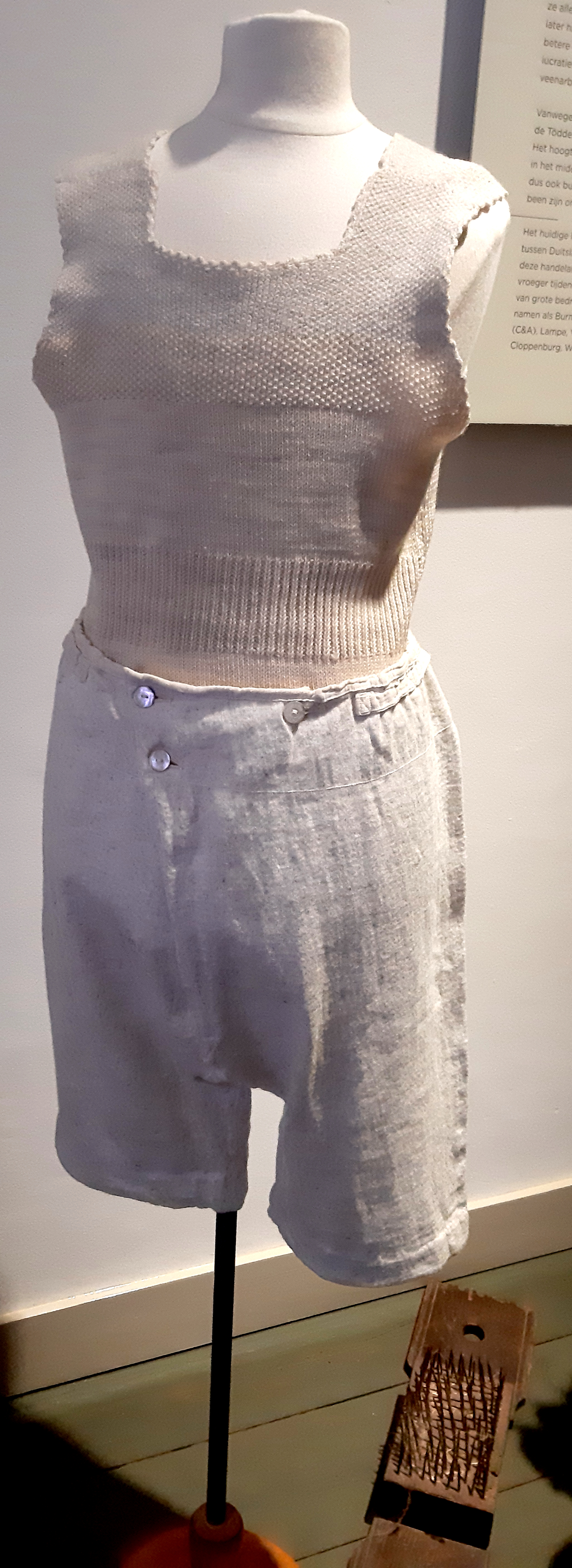
mannenonderbroek met hemd circa 1900

Een onderbroek is een broek die men als ondergoed rechtstreeks op de huid draagt. Een onderbroek bedekt minstens de bilspleet en de schaamstreek en meestal ook (delen van) de heup, de billen en de bovenbenen. Mensen dragen onderbroeken uit praktische, hygiënische, morele en/of religieuze redenen.
Zwembroeken en bikinibroeken vertonen veel gelijkenissen met onderbroeken, maar zijn doorgaans van andere stoffen vervaardigd en dienen uiteraard een andere functie.

## Geschiedenis
De onderbroek werd in verschillende culturen voorafgegaan door de lendendoek.
In Europa verschenen in de late middeleeuwen braies, korte of middellange broeken met gulp die mannen en vermoedelijk ook vrouwen als ondergoed droegen. Vrouwen droegen doorgaans ook onderrokken. In de 16e eeuw droegen de mannen soms ook een braguette, een al dan niet gemodelleerde schaamzak of kullezak om hun viriliteit te accentueren.
In de 17e eeuw begonnen Italiaanse en Franse edeldames onderbroeken te dragen en begin 19e eeuw drongen ze ook door bij de Britse adel. In de loop van de 19e eeuw werden onderbroeken gemeengoed voor mannen en vrouwen van alle sociale klassen. De eerste onderbroek voor dames was de zgn. "pantalette", een in Frankrijk in 1812 ontstane onderbroek met lange pijpen en kantjes maar met een open kruis. Na 1900 raakte deze onderbroek, in Vlaanderen en Nederland ook wel "snelzeiker" of "snelplasser" genoemd, in onbruik. Geleidelijk aan werden de broeken ook almaar lichter en korter.
Vanaf de jaren 1930 raakten slips (onderbroeken zonder broekspijpen) ingeburgerd voor mannen en vrouwen. Sindsdien zijn slips, boxershorts en boxer briefs de meest voorkomende stijlen voor mannen. In de damesmode is er een grote variëteit aan snits, zoals slips, bikinibroekjes, strings, boyshorts, hipsters en bloomers.